# Stanley Embankment

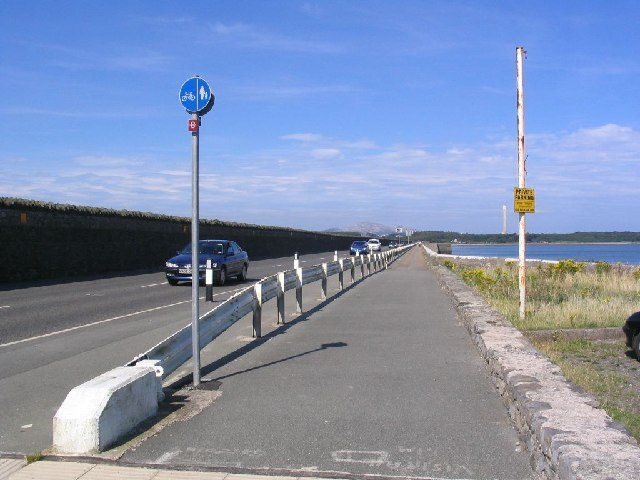
Stanley Embankment

Stanley Embankment is een dam door de Cymyran Strait die dient als oeververbinding tussen de Britse eilanden Anglesey en Holy Island. Hij draagt de A5, de North Wales Coast Line (de spoorlijn naar Chester en Londen), een fietspad en een voetpad. Op een parallel dijklichaam loopt de snelweg A55/E22.
Stanley Embankment werd aangelegd in 1822, als onderdeel van een nieuwe wegverbinding tussen Londen en de havenstad Holyhead, waarvandaan de veerboten naar Dublin vertrokken. Tot dan toe was de Four Mile Bridge de enige oeververbinding. In 1848 werden de sporen van de North Wales Coast Line toegevoegd, eveneens als onderdeel van de verbinding tussen Londen en Dublin. Er werd een muur gebouwd tussen de spoorlijn en de weg om te voorkomen dat de paarden op de weg zouden schrikken als er een trein langskwam. In 2001 volgde de A55, die een apart dijklichaam kreeg.